# 蓝信钜
蓝信钜（1934年2月—2020年3月6日），男，山东即墨人，中国通信技术专家，华中科技大学教授。

## 生平
即墨蓝氏族人。1951年9月参加工作。曾任华中工学院机一系、光学工程系，华中理工大学激光技术研究所、激光研究院助教、讲师、副教授、教授。湖北省激光学会理事长、名誉理事长。退休后任华中科技大学教学顾问组组长。1971年接受教育部和电子工业部的委托，编写《激光技术》教材。入选2014年度光学与电子信息学院十大新闻人物。2020年3月6日凌晨3时在武汉同济医院逝世。

## 著作
- 蓝信钜 (主编). . 长沙: 湖南科学技术出版社. 1981年2月. ISBN 7535702767.
- 蓝信钜等. . 武昌: 华中理工大学出版社. 1991年. ISBN 7560905668.